# Etilparaben
Etilparabenul (para-hidroxibenzoatul de etil) este un compus organic cu formula chimică HO-C6H4-CO-O-CH2CH3. Este esterul etilic al acidului para-hidroxibenzoic, fiind un membru al clasei parabenilor.

## Utilizări
Este utilizat pe post de conservant fungicid, ca aditiv alimentar, având numărul E E214. Sarea sa sodică, para-hidroxibenzoatul de etil sodic, are proprietăți similare și are numărul E215.